# بنیاد دکتر هادون تراست
دکتر هادون تراست (به انگلیسی: Dr. Hadwen Trust) (به اختصار DHT)، یک نهاد حقوق حیوانات آزمایشگاهی می باشد که با هدف پیشرفت در تحقیقات پزشکی، به اعطای کمک هزینه های پژوهشی در توسعه جایگزین های آزمایش روی حیوانات مبادرزت می ورزد. این نهاد فعالیت خود را از سال ۱۹۷۰ آغاز نموده است و تاکنون در حمایت مالی طرح های پژوهشی در زمینه های گوناگونی من جمله صرع، اسکلروز چندگانه، سرطان پستان و پوست، مننژیت، دیابت، آزمون اعتیاد، آرتریت، پارکینسون، بیماری های ریوی از قبیل سیاه سرفه و آسم، بیماری های قلبی، بیماری های گرمسیری، تومورهای مغزی و ایدز، نقش مؤثری داشته است.  ،  ، 